# ブランコ・ヨヴィチッチ
ブランコ・ヨヴィチッチ (セルビア語: Бранко Јовичић, Branko Jovičić、1993年3月18日 - ）は、セルビアのサッカー選手。セルビア代表。ポジションはMF。

## クラブ歴
FKボラツ・チャチャクの下部組織からトップチームに昇格。2013-14シーズンにはクラブ史上最年少主将を務めた。シーズン末に2位で終え、セルビア・スーペルリーガ昇格を決め、下部組織時代併せて6シーズン在籍したクラブを去った。
2014年8月に2年延長オプションつきの1年契約でFCアムカル・ペルミに移籍。その1年で21試合3得点の結果を残し、年俸も増やした2年契約を締結した。 
2017年7月8日に3年契約でレッドスター・ベオグラードに加入。UEFAヨーロッパリーグ 2017-18 予選のFCイルティシュ・パヴロダル戦で初出場。第2試合では最優秀選手に輝いた。しかし8月6日のFKチュカリチュキ戦でニコラ・ドリンチッチの悪質なタックルを受け中足骨を負傷。復帰後の11月29日にペナルティキックを決めて移籍後初得点。
2020年9月2日、FCウラル・スヴェルドロフスク・オブラストに移籍した。
2022年2月5日、LASKリンツに移籍した。

## タイトル
レッドスター・ベオグラード
- セルビア・スーペルリーガ: 2017-18, 2018-19, 2019-20